# Żydowska Organizacja Bojowa

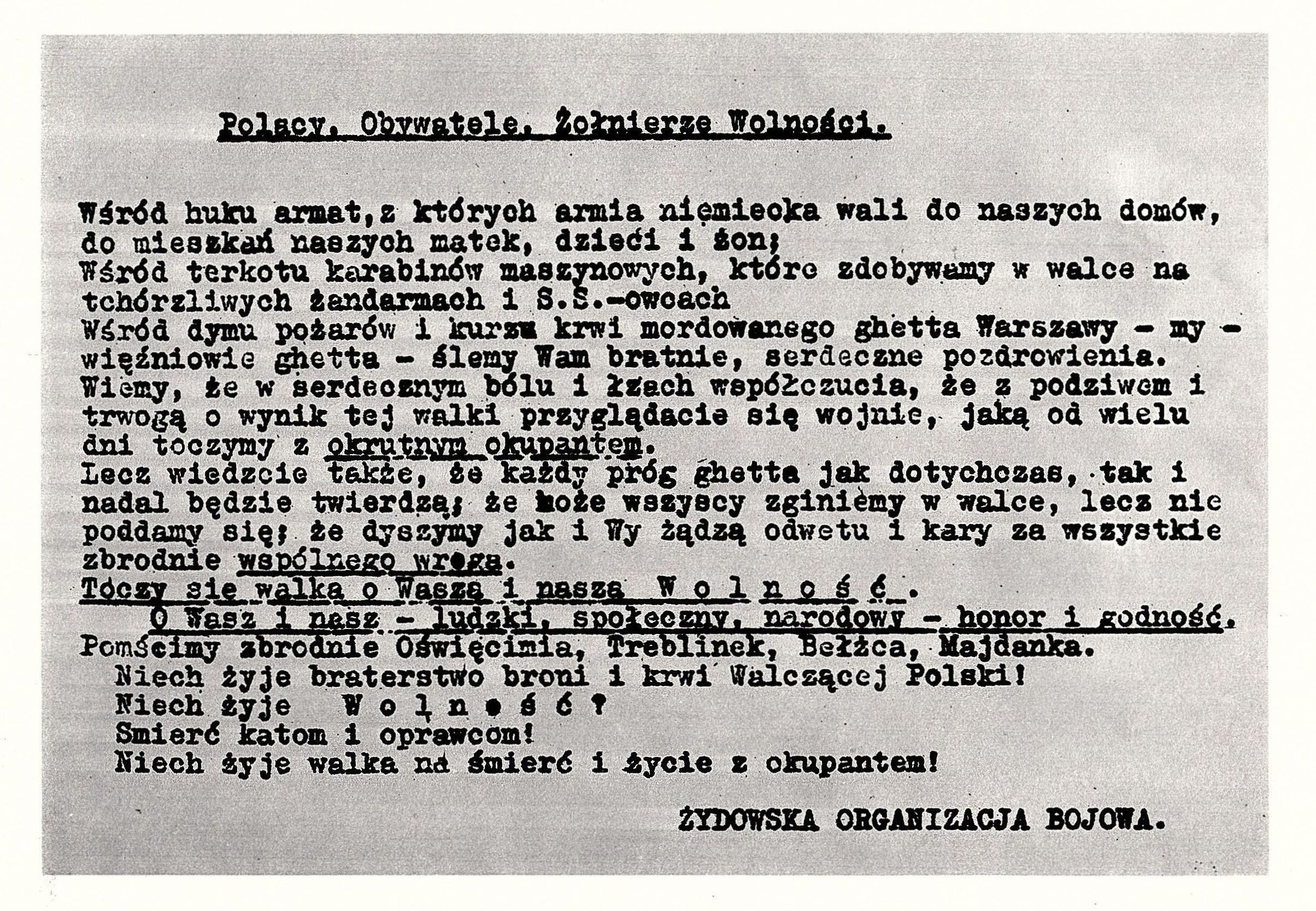
Sachez donc qu’aujourd’hui comme hier, chaque seuil du Ghetto sera une forteresse.
Sachez que nous tous, nous voilà prêts à mourir au combat, et sans jamais nous rendre !
Comme vous, nous désirons la revanche, nous voulons le châtiment de tous les crimes perpétrés par l’ennemi commun.
Nous nous battons pour notre liberté et la vôtre, pour notre honneur et pour le vôtre, pour notre dignité humaine, sociale, nationale et pour la vôtre !
Vengeons les crimes d’Auschwitz, de Treblinka, de Belzec, de Majdanek !
Vive la fraternité d’âme et de sang de la Pologne combattante !
Morts aux bourreaux, mort aux tortionnaires !
Vive le combat à vie et à mort contre l’occupant !

Pour les articles homonymes, voir Organisation juive de combat.
 (mars 2021).
Si vous disposez d'ouvrages ou d'articles de référence ou si vous connaissez des sites web de qualité traitant du thème abordé ici, merci de compléter l'article en donnant les références utiles à sa vérifiabilité et en les liant à la section « Notes et références ».
L'Organisation juive de combat ou OJC (Żydowska Organizacja Bojowa ou ŻOB en polonais, ייִדישע קאַמף אָרגאַניזאַציע en yiddish) est une organisation militaire juive fondée le 28 juillet 1942 dans le ghetto de Varsovie pour résister à l'occupation nazie et particulièrement à la Grossaktion menée par les SS. C'est elle qui organisa et lança le soulèvement du ghetto de Varsovie entre le 19 avril et le 16 mai 1943.

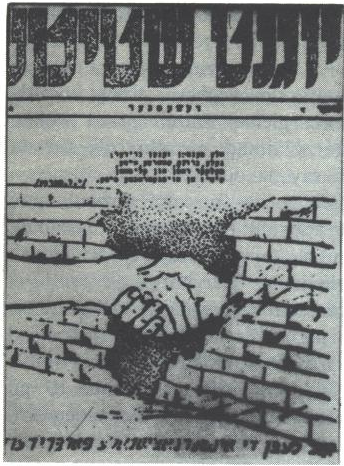
Affiche clandestine de l'OJC

L'OJC, organisation à finalité militaire, est issue du regroupement de cinq organisations politiques juives : Hachomer Hatzaïr, le Parti ouvrier polonais, Habonim Dror, Poale Zion et le Bund. On estime que dans le ghetto l'OJC comptait 500 combattants.
Cependant, les sionistes révisionnistes liés à Vladimir Jabotinsky refusèrent de rejoindre l'OJC et fondèrent leur organisation de combat, la ŻZW.

## Compositions
Les représentants de ces organisations à l'état-major de l'OJC sont : Mordechaj Anielewicz pour Hachomer Hatzaïr, Michal Rejzenfeld pour le Parti ouvrier polonais, Icchak Cukierman pour Dror (qui était également agent de liaison avec l’AK), Herz Berlinski pour Poale Zion et Marek Edelman pour le Bund.
L'organisation comprend plusieurs membres notoires :
- Mordechaj Anielewicz (1919-1943), membre de Hachomer Hatzaïr et chef de l'organisation jusqu’à son suicide le 8 mai 1943.
- Marek Edelman (1919-2009), membre du Bund et chef de l'organisation à partir du 8 mai 1943.
- Leon Feiner (en), dit Miecszyslaw Berezowski, Mikolaj (1888-1945), membre de la direction clandestine du Bund et de l’OJC hors du ghetto.
- Mira Fuchrer (1920-1943), militante de Hachomer Hatzaïr, agent de liaison, fiancée de Mordechaj Anielewicz.
- Ytshak Katzenelson (1886-1944), combattant, mort à Auschwitz.
- Cywia Lubetkin, dite Celina (1914-1976), militante du Dror, combattante lors de l'insurrection du ghetto, puis lors de celle de Varsovie.
- Alina Margolis-Edelman (1922-2008), agent de liaison.
- Frumka Płotnicka (1914-1943), combattante, organisatrice des groupes d'auto-défense du ghetto de Varsovie.
- Izrael Chaim Wilner dit Jurek ou Arie (1917-1943), moniteur de Hachomer Hatzaïr, représentant de l’OJC hors du ghetto et agent de liaison avec l’AK, combattant de l’OJC.
- Vladka Meed, courrier de l'OJC.